# رافائيل باتلر
رافائيل باتلر (بالإنجليزية: Raphael Butler)‏ (4 يناير 1984 بشيكاغو في الولايات المتحدة - ) هو ملاكم أمريكي، صنّف ضمن فئة وزن ثقيل.

## روابط خارجية
- رافائيل باتلر على موقع IMDb (الإنجليزية)
- رافائيل باتلر على موقع بوكس ريك (الإنجليزية) (registration required)
- رافائيل باتلر على موقع بيلاتور (الإنجليزية)
- رافائيل باتلر على موقع شيردوغ (الإنجليزية)
- رافائيل باتلر على موقع Tapology.com (الإنجليزية)